# Liste der Baudenkmäler in Pleß

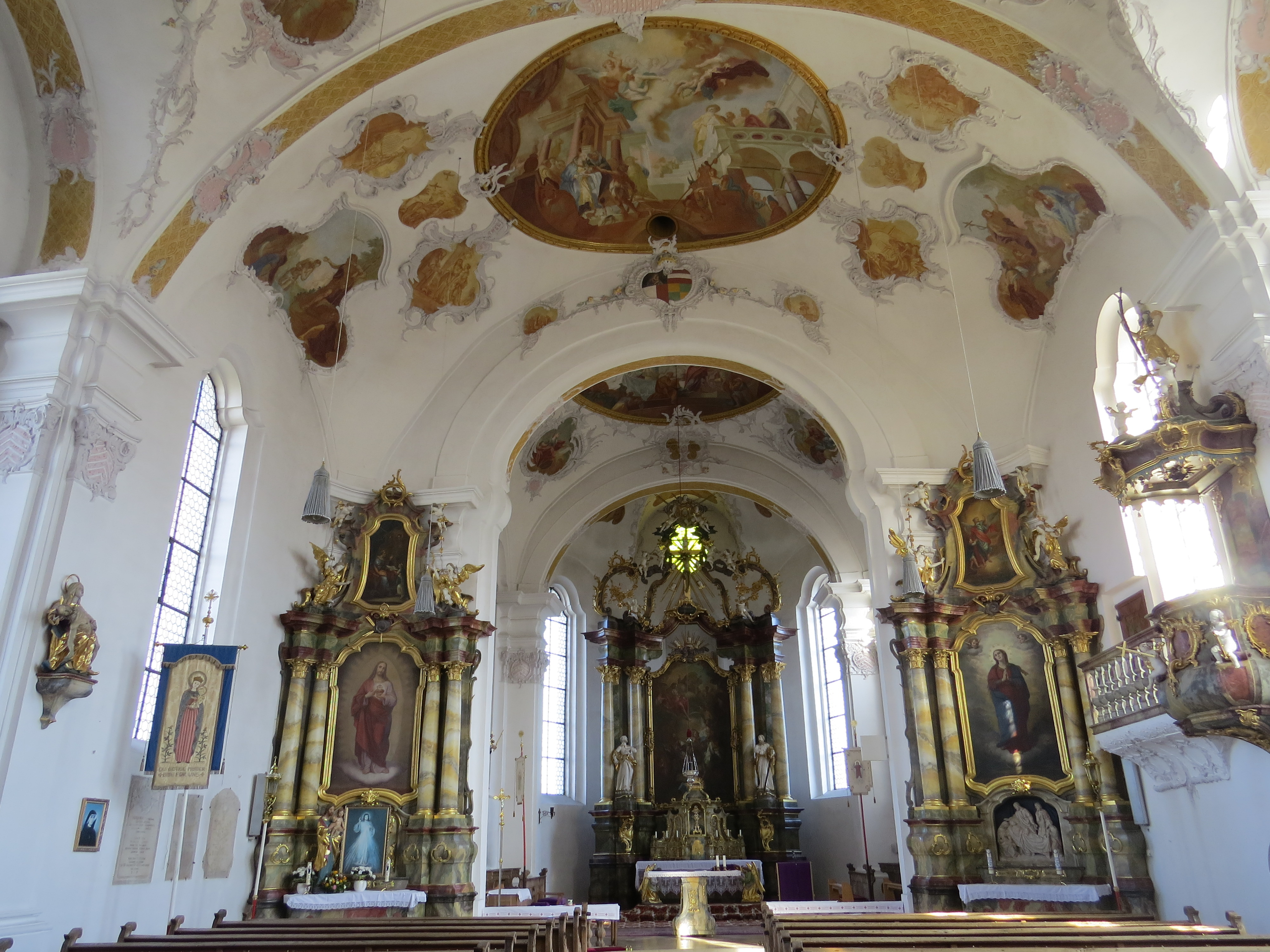
St. Gordianus und Epimach in Pleß

Auf dieser Seite sind die Baudenkmäler in der schwäbischen Gemeinde Pleß zusammengestellt. Diese Tabelle ist eine Teilliste der Liste der Baudenkmäler in Bayern. Grundlage ist die Bayerische Denkmalliste, die auf Basis des Bayerischen Denkmalschutzgesetzes vom 1. Oktober 1973 erstmals erstellt wurde und seither durch das Bayerische Landesamt für Denkmalpflege geführt wird. Die folgenden Angaben ersetzen nicht die rechtsverbindliche Auskunft der Denkmalschutzbehörde.

## Baudenkmäler
| Lage                                     | Objekt                                                  | Beschreibung | Akten-Nr.               | Bild                                                    |
| ---------------------------------------- | ------------------------------------------------------- | --- | ----------------------- | ------------------------------------------------------- |
| Booser Straße 2 (Standort)               | Ehemaliger Zehentstadel des Klosters Buxheim            | Eingeschossiger Satteldachbau mit Giebelgesimsen, traufseitige Vorbauten mit Pultdach für die Einfahrten, bezeichnet 1676 | D-7-78-188-9            | Ehemaliger Zehentstadel des Klosters Buxheim            |
| Kalkofenweg 3 (Standort)                 | Bauernhaus                                              | Zweigeschossiger Satteldachbau mit Rustikasockel und Putzgliederungen, bezeichnet 1892 | D-7-78-188-12           | Bauernhaus                                              |
| Kartäuserstraße (Standort)               | Feldkapelle                                             | Schmaler Rechteckbau mit Rundbogennische, wohl erste Hälfte 18. Jahrhundert | D-7-78-188-10           | Feldkapelle                                             |
| Kirchstraße 5 (Standort)                 | Ehemaliger Pfarrhof                                     | Zweigeschossiger Walmdachbau mit profiliertem Traufgesims, wohl Mitte 18. Jahrhundert | D-7-78-188-13           | weitere Bilder                                          |
| Kirchstraße 11 (Standort)                | Kath. Pfarrkirche St. Gordian und Epimachus             | Pilastergegliederter Saalbau mit eingezogenem Chor und nordöstlichem Turm mit Zwiebelhaube, von Jakob Jehle, 1765/66, Turmuntergeschosse spätmittelalterlich; mit Ausstattung; Friedhofsmauer, Backsteinummauerung mit korbbogigen Nischen, um 1760/80                                                               | D-7-78-188-1            | weitere Bilder                                          |
| Kreuzkapellenweg 32 (Standort)           | Wallfahrtskapelle zum Hl. Kreuz                         | Stattlicher Saalbau mit eingezogenem, pilastergegliedertem Chor, Blendbogengliederung und südlichem Turm mit Zwiebelhaube, 1685–87; mit Ausstattung. | D-7-78-188-14           | weitere Bilder                                          |
| Kreuzkapellenweg 32 (Standort)           | Mesnerhaus                                              | Zweigeschossiger Walmdachbau, 1739; westlich an die Kirche angebaut | D-7-78-188-14 zugehörig | Mesnerhaus                                              |
| Memminger Straße 19 (Standort)           | Ehemaliger Gasthof zur Traube                           | Stattlicher, zweigeschossiger Bau mit Mansardwalmdach, Lisenengliederung und geschwungenem Zwerchgiebel, um 1786 | D-7-78-188-2            | Ehemaliger Gasthof zur Traube                           |
| Mühlstraße 13 (Standort)                 | Nebengebäude der ehemaligen Mühle, sogenanntes „Stüble“ | Zweigeschossiger Satteldachbau mit Fachwerk, wohl 18. Jahrhundert | D-7-78-188-6            | Nebengebäude der ehemaligen Mühle, sogenanntes „Stüble“ |
| Mühlstraße 15 (Standort)                 | Ehemalige Mühle                                         | Zweigeschossiger Wohnteil mit Satteldach, um 1870/80; zugehöriger Stadel, Satteldachbau mit Bogentor und Bohlenwänden, wohl 18. Jahrhundert | D-7-78-188-17           | Ehemalige Mühle                                         |
| Ulmer Straße (beim Bauernweg) (Standort) | Bildstock                                               | Rundbogiger Nischenbau, mit Figur des hl. Johann Nepomuk, bezeichnet 1798 | D-7-78-188-11           | Bildstock                                               |
| Ulmer Straße 2 (Standort)                | Bauernhaus                                              | Zweigeschossiger Satteldachbau, Giebel mit Geschossteilung durch Gesimse, 1726 | D-7-78-188-8            | weitere Bilder                                          |
| Ulmer Straße 17 (Standort)               | Bauernhaus                                              | Mittertennbau, zweigeschossiger, traufständiger Putzbau mit Satteldach, zwei korbbogigen Toren und Putzgliederung, im Kern wohl spätes 18. Jahrhundert, Veränderungen Mitte 19. und frühes 20. Jahrhundert; einst zugehöriges ehemaliges Austragshaus, eingeschossiger Putzbau mit Satteldach, Mitte 19. Jahrhundert | D-7-78-188-18           | BW                                                      |
| Ulmer Straße 28 (Standort)               | Bauernhaus                                              | Mitterstallbau, zweigeschossiger, giebelständiger Satteldachbau mit Giebelgesimsen und Ständerriegel am Stadel, wohl 18. Jahrhundert | D-7-78-188-7            | Bauernhaus                                              |
| Ulmer Straße 29 (Standort)               | Bauernhaus                                              | Mittertennbau, zweigeschossiger, giebelständiger Satteldachbau mit Fachwerkgiebel, bezeichnet 1670. | D-7-78-188-5            | weitere Bilder                                          |
| Ulmer Straße 29 (Standort)               | Getreidekasten                                          | Zugehöriger Getreidespeicher, zweigeschossiges Giebelhaus mit Satteldach, Fachwerk und Kerbschnitzzier, wohl 18. Jahrhundert | D-7-78-188-5 zugehörig  | Getreidekasten                                          |
| Ulmer Straße 60 (Standort)               | Ehemaliges Gasthaus zur Post                            | Zweigeschossiger Satteldachbau mit Putzgliederungen und Segmentbogenfenstern, wohl um 1860/70 | D-7-78-188-16           | Ehemaliges Gasthaus zur Post                            |

## Ehemalige Baudenkmäler
In diesem Abschnitt sind Objekte aufgeführt, die früher einmal in der Denkmalliste eingetragen waren, jetzt aber nicht mehr. Objekte, die in anderem Zusammenhang also z. B. als Teil eines Baudenkmals weiter eingetragen sind, sollen hier nicht aufgeführt werden. Aktennummern in diesem Abschnitt sind ehemalige, jetzt nicht mehr gültige Aktennummern.

| Lage                       | Objekt                  | Beschreibung                         | Akten-Nr. | Bild |
| -------------------------- | ----------------------- | ------------------------------------ | --------- | ---- |
| Ulmer Straße 23 (Standort) | Relief des Guten Hirten | Mitte 19. Jahrhundert; am Bauernhaus |           | BW   |